# 劉屈氂

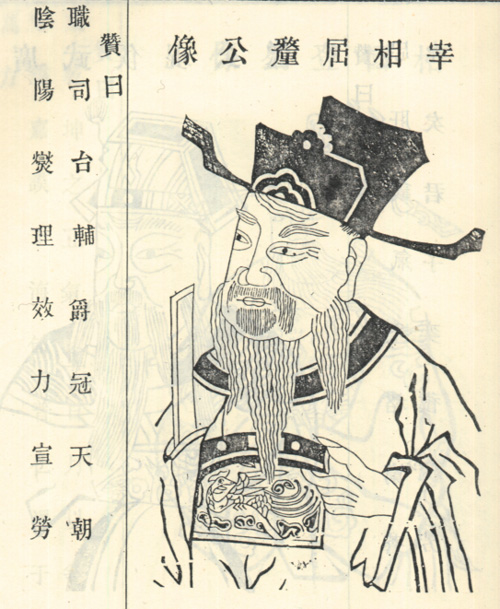
『安徽桐城劉氏宗譜』

劉 屈氂（りゅう くつり、? - 征和3年（紀元前90年））は、前漢の皇族。中山靖王劉勝の子で、武帝の甥。

## 略歴
涿郡太守となるまでの履歴は不明。征和2年（紀元前91年）、涿郡太守から左丞相（右丞相はふさわしい賢人を任命するために空けられた）に任じられ澎侯に封ぜられた。
その年、従兄弟の戾太子劉拠が反乱を起こすと（巫蠱の禍）、兵を丞相府にも差し向けた。劉屈氂は単身逃げ延びたが印綬を失った。劉屈氂は戾太子の反乱を公表せずに離宮である甘泉宮にいた武帝に早馬で報告すると、武帝は「丞相には周公旦のような風格は無いな。周公旦は管・蔡を誅した（実際は、兄の管叔鮮は誅殺したが、弟の蔡叔度は流罪とした）ではないか」と言い、長安の城門を閉ざして反乱者を閉じ込めて討つよう命じた。劉屈氂は反乱鎮圧軍を指揮し、5日に渡る反乱軍との交戦で数万人の死者を出したが、太子（戾太子）は自殺し、なんとか反乱鎮圧に成功する。
征和3年（紀元前90年）、李広利が武帝から匈奴討伐勅命を受け、五原に出兵する前に、縁戚（劉屈氂の子は弐師将軍李広利の娘を娶っていた）の劉屈氂と酒宴を酌み交わした。その時に李広利は、妹の産んだ昌邑王劉髆を太子にするよう密謀した。
劉屈氂が渭橋まで見送った時、李広利は彼に向かって「早く貴方が昌邑王を太子に立てるよう陛下に請願することを願います。もし昌邑王が帝に即位されるならば、貴方は今後何も憂うことなどなくなるでしょう」と言った。
後に内者令（600石の官吏）の郭穣が「丞相夫人は丞相がしばしば皇帝陛下から譴責を受けているため、陛下を呪詛しており、また李広利と共に、昌邑王を帝位に即かせるべく祈祷しています」と告発し、劉屈氂は食料を載せる車で引き回された上に腰斬の刑に処され、妻子も斬首され市場に晒された。
李広利の妻と娘は、李広利の兄の李延年一家と共に投獄され、後に処刑された。その報を聞いた李広利は匈奴に投降した。